# Lappstad

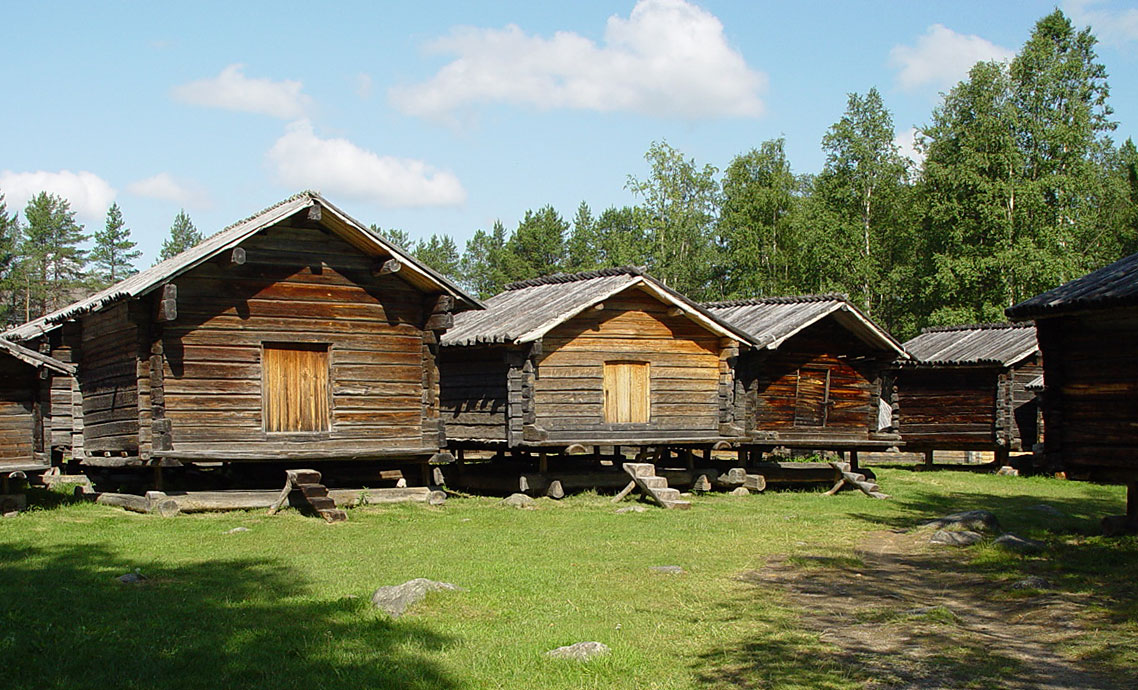
Härbren i Lappstaden i Arvidsjaur

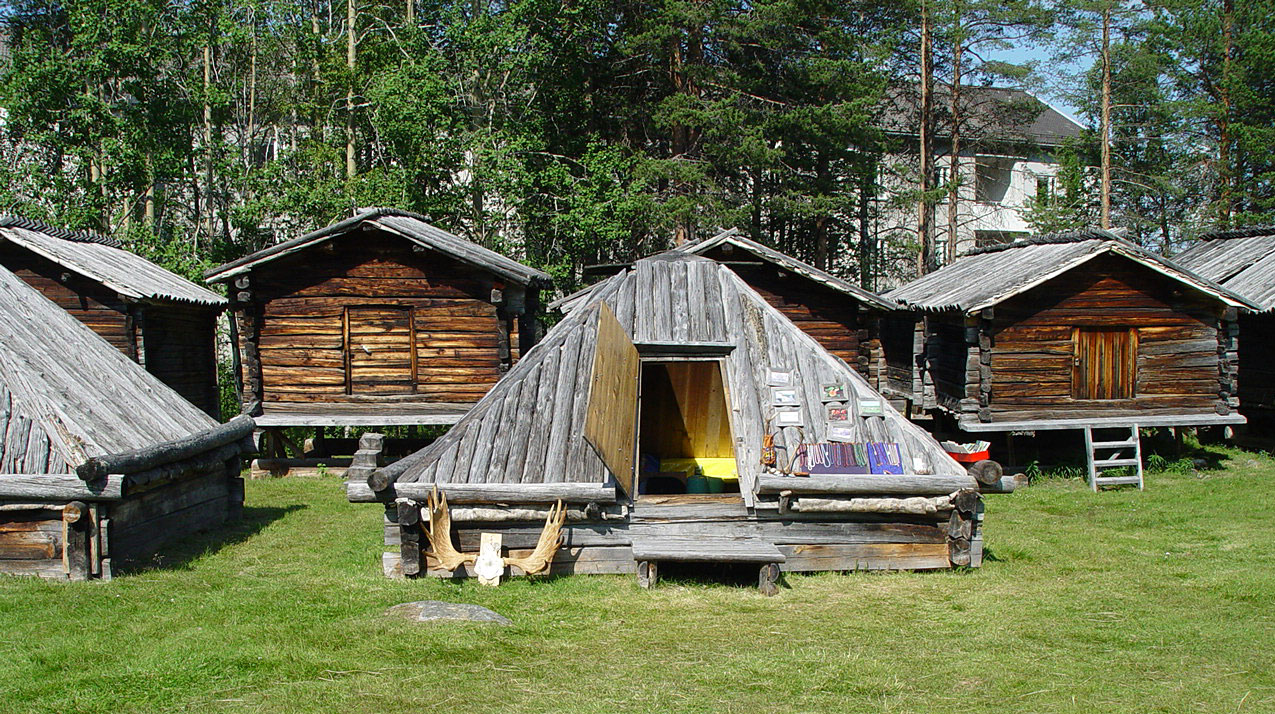
Kåtor i Lappstaden i Arvidsjaur

En lappstad är en kyrkstad med ett antal fasta kåtor och bodar uppförda nära en kyrka, där samer övernattat under sina kyrkobesök.
I Sverige uppstod hos staten i början av 1600-talet ett intresse att hävda en rätt över lappmarkerna i norr. Att kristna samerna blev ett av instrumenten för detta och under Karl IX upprättades kyrk- och marknadsplatser i Norrlands inland. I bland annat de inre delarna av Norrbotten och Västerbotten byggdes kapell, vilket innebär att samlingsplatser för marknader vid kyrkhelger uppstod. Den större användningen var i regel vid två tillfällen per år.
Flertalet lappstäder i inre Norrland har förfallit och försvunnit under 1900-talet. De bäst bevarade är Lappstaden i Arvidsjaur och den kombinerade lappstaden och nybyggarstaden i Fatmomakke kyrkstad. Lappstaden i Arvidsjaur är ett byggnadsminne och Fatmomakke kyrkstad är ett kulturreservat.